# Позориште Принц регент
Позориште Принц регент, или, како су га звали у првим деценијама, Prinz-Regenten-Theater, је концертна сала и оперска кућа на Принцрегентенплацу у баварској престоници Минхену, у Немачкој. Део је европског културног пројекта Европска рута историјских театара (енгл. The european route of historic theatres), чији је основни циљ неговање културне баштине одабраних европских позоришта основаних између 1500. и 1900. године. Овај пројекат окупља више од 120 позоришта широм Европе, најбоље сачуваних позоришних кућа, која су повезана у 12 културно-туристичких рута. Позориште Принц регент једно је од позоришта на Алпској рути.

## Историја
На иницијативу Ернста фон Посарта, позориште је изграђено у улици Принцрегентен као фестивалска сала за опере Рихарда Вагнера у близини области у којој је сличан пројекат краља Лудвига II пропао неколико деценија раније. Названа је по Луитполду, принцу регенту Баварске, а зграду је пројектовао Макс Литман. Отворена је 21. августа 1901. продукцијом Мајстори певачи из Нирнберга Рихарда Вагнера. Као и Фестивалско позориште у Бајројту, сала је пројектована по Вагнеровим спецификацијама, али је амфитеатар заменио ложе.
Након уништења Народног позоришта током Другог светског рата, у Принц регент позоришту је била смештена Баварска државна опера од 1944. до 1963. године, иако је током рата претрпела оштећења која нису поправљана све до 1958. године. Од реновирања 1988. године, Принц регент позориште, са 1122 седишта, служило је и за Баварско државно позориште, а сада је у њему Баварска позоришна академија коју је основао Аугуст Евердинг. Још једно позориште у згради, Позориште Академије, има 300 места.

### Неке познате светске премијере
- 12. јун 1917, Палестрина од Ханса Пфицнера
- 27. март 1952, балет Weg zum Licht Виктора Гсовског са музиком Жоржа Аурика
- 22. јул 1952, балет Pas de cœur Виктора Гсовског/Готфрида фон Ајнема
- 25. фебруар 1954, ново издање Die Bernauerin, Карл Орф
- 29. март 1956, Don Juan de Manara, Хенри Томаси
- 11. август 1957, Die Harmonie der Welt, Паул Хиндемит
- 16. фебруар 1960, балет Danza Хајнца Розена/Вернера Егка
- 1961, балет La Buffonata аутора Хајнца Розена/Вилхелма Килмајера